# التجمع للديمقراطية العمالية
التجمع للديمقراطية العمالية (بالفرنسية:Rassemblement pour la Démocratie du Travail) هو حزب سياسي في مالي. في الانتخابات التشريعية التي جرت في 14 يوليو 2002، فاز الحزب بمقعد واحد من أصل 160 كجزء من ائتلاف أمل 2002.